# Archinemapogon oregonella
Archinemapogon oregonella är en fjärilsart som beskrevs av August Busck 1901. Archinemapogon oregonella ingår i släktet Archinemapogon och familjen äkta malar. Inga underarter finns listade i Catalogue of Life.